# Рендалл Гаррет
Рендалл Гаррет (англ. Randall Garrett, 16 грудня 1927 — 31 грудня 1987) — американський письменник-фантаст, дуже активно писав в 1950—1960 роках у популярні літературні журнали.

## Біографія і творчість

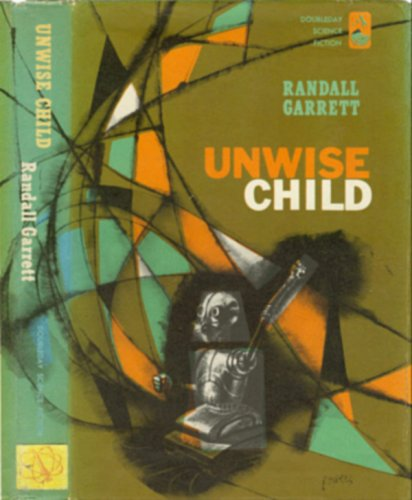
Обкладинка роману Гаррета «Нерозумна дитина» (Unwise Child)

Рендалл Гаррет найбільш відомий за своїми творами про Лорда Дарсі (роман «Надто багато магів» (англ. Too Many Magicians і двома збірками оповідань і повістей), дія яких відбувається в альтернативній реальності, де спільна Англо-Французька імперія під керівництвом династії Планатагенерів існує в двадцятому столітті. Його твори містять багато жартів і відсилок до інших творів, зокрема детективної і шпигунської літератури (Лорд Дарсі був змальований з Шерлока Холмса). Єдиний роман циклу номінувався на премію Г'юго в 1967.
Повне ім'я Рендалла Гаррета — Гордон Рендалл Філліп Девід Гаррет (англ. Gordon Randall Phillip David Garrett), з цього довгого імені він створював багато псевдонімів для своїх робіт. Його описували, як дикого неотесаного дотепника. Він вів не надто здоровий спосіб життя, багато пив і курив, а також домагався жінок. Зокрема Меріон Зіммер Бредлі стверджувала, що він знайомився з жінками фразою «Hi, I'm Randall. Let's fuck.», хоча в її випадку він використав латину: «Coito, ergo sum». Про його любовні пригоди також згадували такі фантасти, як Філіп Хосе Фармер, Френк Герберт і Айзек Азімов. Не зважаючи на це Рендалл був дуже віруючим, і часто відвідував церкву, а в кінці 60-тих він взагалі заявляв (коли робив перерви в творчості), що стане священником. Він тоді відвідував старокатолицизьку церкву, і можливо тільки через необхідність целібату не здійснив задумане.
Рендалл Гаррет літом 1979 року захворів енцефалітом і пробув останні вісім років свого життя в комі. Деякі його недописані твори були закінчені його дружиною Вікі Енн Хейдрон чи іншими авторами, з якими він вже працював раніше.
Перше його оповідання «The Absence of Heat» було опубліковано в червні 1944 року в журналі «Astounding Science Fiction» коли Редаллу було лише 16. В наступні десять років він опублікував ще двадцять творів, але популярність він здобув після опублікування повісті «The Hunting Lodge» в 1954 році. Після цього його роботи публікувались регулярно. На перших порах Гаррет залишав багато своїх творів незакінченими через свої особисті проблеми, а також через відсутність дисципліни. Це змінилося в 1955 коли Гаррет почав жити поруч з Робертом Сілвербергом. Вони разом почали працювати дуже активно. Сілверберг мав був дисциплінований, а також мав непогані письменницькі здібності, Гаррет в свою чергу мав багато цікавих ідей і наукове розуміння речей (він мав диплом з хімічної інженерії).
В наступні два роки вони разом з Сілвербергом написали дуже багато творів. Загалом можна відзначити, що Гаррет мав два періоди найбільшої активності: перший це співпраця з Сілвербергом на початку кар'єри, а другий в кінці кар'єри в співпраці з його дружиною Вікі Енн Хейдрон. Разом з Сілвербергом Гаррет написав свій перший роман — «Схована планета» (англ. The Shrouded Planet) в 1957 році, а в 1962 році він написав свій перший сольний роман «Нерозумна дитина» (англ. Unwise Child).

## Бібліографія

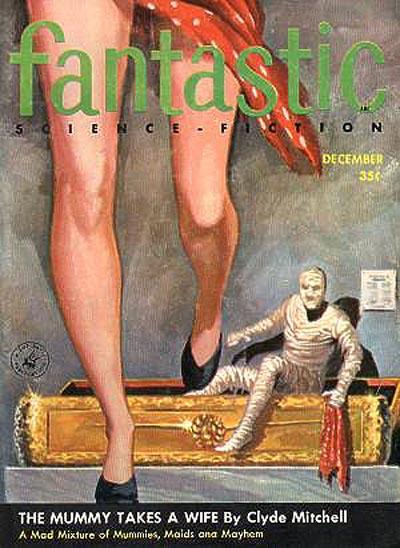
Оповідання «The Mummy Takes a Wife» під псевдонімом «Clyde Mitchell» написане Гарретом і Сілвербергом в журналі «Fantastic Stories»

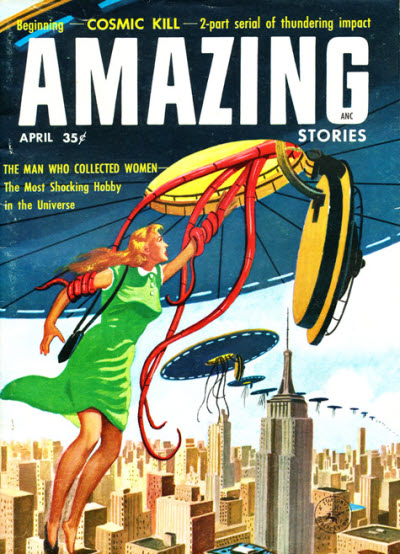
Повість Гаррета «The Man Who Collected Women» на обкладинці квітневого випуску «Amazing Stories» 1957 року

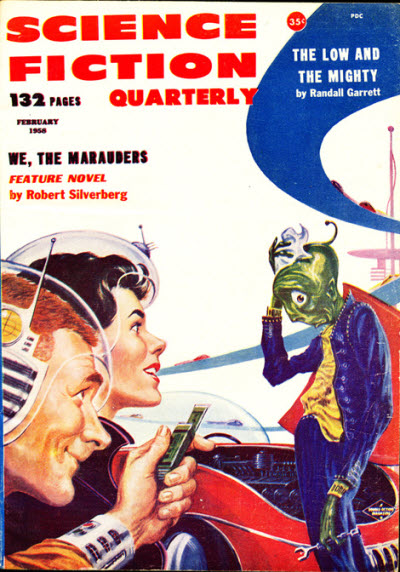
Повість Гаррета «The Low and the Mighty» на обкладинці останнього випуску «Science Fiction Quarterly» (1958)

### Цикл «Гандалара»
Разом з Вікі Енн Хейдрон (дружиною); написано Хейдрон з використанням недописаного першого твору і заміток.
- 1981 — роман «Сталь Рейзскару» (англ. The Steel of Raithskar)
- 1982 — роман «Скло Діскорнісу» (англ. The Glass of Dyskornis)
- 1983 — роман «Бронза Еддарти» (англ. The Bronze of Eddarta)
- 1983 — роман «Колодязь Темряви» (англ. The Well of Darkness)
- 1984 — роман «Пошуки Каа» (англ. The Search for Kä)
- 1985 — роман «Повернення до Еддарти» (англ. Return to Eddarta)
- 1986 — роман «Річкова стіна» (англ. The River Wall)

### Лорд Дарсі
- 1979 — «Вбивство і магія» (англ. Murder and Magic), збірка творів 1964—1973 років.
- 1966 — роман «Надто багато магів» (англ. Too Many Magicians)
- 1981 — «Розслідує Лорд Дарсі» (англ. Lord Darcy Investigates), збірка творів 1974—1979 років.

### Цикл «Нідор»
Під псевдонімом Роберт Рендалл, разом з Робертом Сілвербергом
- 1957 — роман «Схована планета» (англ. The Shrouded Planet)
- 1959 — роман «Світанкове світло» (англ. The Dawning Light)
- 1956 — повість "The Chosen People
- 1956 — повість «The Promised Land»
- 1956 — повість «False Prophet»
- 1958 — повість «All the King's Horses»

### Цикл «Псі-сили»
Під псевдонімом Марк Філліпс, разом з Лоуренсом М. Дженіфер
- 1962 — роман «Головоломка» (англ. Brain Twister) , розширена версія роману «Та солодка старенька леді» (англ. That Sweet Little Old Lady)
- 1963 — роман «Неможливе» (англ. The Impossibles)
- 1963 — роман «Надрозум» (англ. Supermind)

### Інші романи
- 1959 — «Поганські пристрасті» (англ. Pagan Passions)  під псевдонімом Ларрі М. Гарріс, разом з Лоуренс Дженіфер
- 1962 — «Нерозумна дитина» (англ. Unwise Child) , також відоме під назвою «Зоряний корабель Смерть» (англ. Starship Death)
- 1963 — «Все що ти можеш…» (англ. Anything You Can Do...) , під псевдонімом Даррел Т. Лангарт.

### Поеми

#### Серія «Бідолашний Віллі»
- 1953 — «I've Got a Little List»
- 1955 — «Blaze of Glory»
- 1960 — «Backward, Turn Backward»
- 1960 — «Hot Argument»
- 1960 — «Pop!»
- 1960 — «Zap!»
- 1963 — «La Difference»

#### Parodies Tossed
«Parodies Tossed» видавалось в «Columbia Publications' Science Fiction Stories and Future Science Fiction».
- 1956 — «All About 'The Thing'» теж відоме як «Parodies Tossed»
- 1956 — «John W. Campbell's 'Who Goes There?'»
- 1956 — «Isaac Asimov's 'The Caves of Steel'»
- 1956 — «Parodies Tossed: Alfred Bester's 'The Demolished Man'»
- 1956 — «Parodies Tossed: A. E. van Vogt's 'Slan'»
- 1956 — «Parodies Tossed: Isaac Asimov's 'The Caves of Steel'»
- 1956 — «Parodies Tossed: James Blish and Michael Sherman's 'The Duplicated Man'»
- 1956 — «Parodies Tossed: L. Sprague de Camp's 'Lest Darkness Fall'»
- 1979 — «Poul Anderson's 'Three Hearts and Three Lions': A Calypso in Search of a Rhyme» написано разом з Вікі Енн Хейдрон

### Інші поеми
- 1955 — «Oh No, John»
- 1956 — «A Conventional Tale»
- 1958 — «A Certain Answer» разом з Робертом Сілвербергом (під псевдонімом Роберт Рендалл)
- 1960 — «Ballade for Convention Lovers»
- 1961 — «The Egyptian Diamond»
- 1978 — «Our Patrol»
- 1978 — «El Ropo Tarkas»